# جورجيا جيلمور
جورجيا جيلمور (بالإنجليزية: Georgia Gilmore)‏ هي قابلة أمريكية، ولدت في 5 فبراير 1920، وتوفيت في 3 مارس 1990.